# یدلی
یدلی (به چکی: Jedlí) یک منطقهٔ مسکونی در جمهوری چک است که در ناحیه شومپرک واقع شده‌است. یدلی ۹٫۹۲ کیلومتر مربع مساحت و ۷۰۵ نفر جمعیت دارد و ۴۸۵ متر بالاتر از سطح دریا واقع شده‌است.